# Casa de Valois
A Casa de Valois é o ramo da dinastia capetiana que reinou na França entre 1328 e 1589. Sucedeu ao Capetíngios diretos e precedeu os capetíngios Bourbons. 
Seu nome deriva do apanágio dado a Carlos de Valois (1270-1325), filho de Filipe III o Ousado e pai do rei Filipe VI. 
O ramo principal extinguiu-se em 1498, mas a dinastia conta com numerosos ramos secundários, tendo sido muito influente durante a Idade Média e o Renascimento.

## Origem
O nome Valois surge quando Henrique I, rei dos francos, casou seu filho caçula, Hugo (1057-1102), com Adela ou Adelhaïs de Vermandois, filha do conde Vaucher, herdeira dos senhorios de Bar-sur-Aube e Vitry, base do futuro condado de Valois.
Um século mais tarde, o rei Filipe Augusto resolveu a querela de sucessão - que opunha o conde de Flandres, Filipe da Alsácia, a Alienor de Valois, o marido e a irmã de Isabel de Valois, morta em 1183 - pelo Tratado de Boves de 1185. Esta terra, intitulada Valois, unida ao domínio real em 1191, foi dada como apanágio aos caçulas da família real, como João Tristão, filho de Luís IX, e Carlos, filho de Filipe III, o Ousado.
Seus membros sucederam aos da dinastia capetiana na coroa de França e tornaram-se líderes de outros estados, como os Ducados da Borgonha, da Lorena e de Anjou.
A casa de Valois é originária dos descendentes de Carlos, Conde de Valois, também Imperador de Constantinopla, filho de Filipe III de França.
Os Capetos diretos, descendentes em linha masculina de Hugo, apelidado Capeto, reinaram até 1328.
Filipe IV, apelidado o Belo (rei de 1285 a 1314), teve três filhos que foram reis: Luís X, o Cabeçudo ou o Teimoso (que reinou de 1314 a 1316), Filipe V apelidado o Longo (rei de 1316 a 1324), Carlos IV apelidado o Belo (rei de 1324 a 1328) cujas esposas, todas as três, estiveram implicadas, em graus variados, no escândalo de adultério conhecido como o da Torre de Nesles, que lançou dúvidas sobre a legitimidade de seus filhos, sobretudo Joana, filha única de Luís X.
Luís repudiou a esposa e casou com Clemência da Hungria, mas morreu antes do nascimento de seu único filho, João I, apelidado o Póstumo e que viveu apenas cinco dias (1316).
Apresentou-se a questão da sucessão feminina ao trono.
O irmão de Filipe o Belo, Carlos de Valois, morrera em 1325; seu primogênito Filipe, conde de Valois, Regente de França, invocou a possível ilegitimidade de sua sobrinha Joana e fê-la ser impedida de suceder, em decisão apoiada pelos Parlamentos e Conselhos: foi ele próprio escolhido Rei pelos Estados, dando início à dinastia Valois. A filha de Filipe IV, Isabel de França, que entrou para a história apelidada de Loba de França, tinha casado com o rei inglês Eduardo II. Estes anos perturbados são narrados por Maurice Druon, autor francês, em sua série «Os Reis Malditos» livros que tanto sucesso fazem.
Os Valois governaram a França de 1328 a 1589. Como Filipe morreu sem deixar filhos homens, sua filha, por sua vez, não pode reinar e foi preterida em benefício de Carlos IV, mas este morreu sem filhos. Em 1328, portanto, os descendentes masculinos de Filipe IV estavam extintos. Esta primeira linha se extinguiu em 1498 mas foi sucedida pela Casa de Valois-Orleans na pessoa de Luís XII neto de Luís, Duque de Orleães, um filho de Carlos V e, por morte de Luís XII em 1515, pela casa de Valois-Orleães-Angolema na pessoa de Francisco I: era filho de Carlos, Conde de Angolema, por sua vez filho de Luís I de Orleans. Reinaram depois Henrique II e seus três filhos, mortos sem posteridade legítima.

## Reis de França
Os Valois ascenderam ao trono de França em 1328, pois Carlos IV deixara apenas filhas. Em França vigorava a lei sálica, que excluía as mulheres do trono, e a descendência por via feminina, de modo que a coroa recaiu sobre o Conde Filipe de Valois, filho de Carlos de Valois. A sucessão não foi pacífica, sendo causa primordial da guerra dos cem anos contra a Inglaterra liderada por Eduardo III, neto de Filipe IV de França.
A dinastia seguinte seria a da Casa de Bourbon.
- Reis de França
- Filipe VI, o Afortunado (r. 1328 - 1350) primo direito, neto de Filipe III
- João II, o Bom (r. 1350 - 1364)[1]
- Carlos V, o Sábio (r. 1364 - 1380)
- Carlos VI, o Louco (r. 1380 - 1422)
- Carlos VII, o Delfim (r. 1422 - 1461)
- Luís XI (r. 1461 - 1483)
- Carlos VIII, o Afável (r. 1483 - 1498)
- Luís XII (r. 1498 - 1515) primo em terceiro grau
- Francisco I (r. 1515 - 1547) primo em segundo grau e genro
- Henrique II (r. 1547 - 1559)
- Francisco II (r. 1559 - 1560)
- Carlos IX (r. 1560 - 1574) irmão
- Henrique III (r. 1574 - 1589) irmão
- Outros membros
- Catarina de Valois
- Marguerite de Valois
- João, Duque de Berry[1]

## Duques da Borgonha
A casa de Valois adquiriu o Ducado da Borgonha em 1363, por doação de João II de França ao seu filho mais novo Filipe de Valois. Os seus descendentes acabaram por ser, na segunda fase da guerra dos cem anos, uma força opositora à casa real francesa e aliados da facção inglesa. A dinastia de Valois da Borgonha, bem como a independência do Ducado, chegou ao fim em 1482, quando Maria de Valois morre em consequência de um acidente de cavalo.
- Duques da Borgonha
- Filipe II, le Hardi (r. 1363 - 1404)
- João Sem Medo (r. 1404 - 1419)
- Filipe III, o Bom (r. 1419 - 1467)
- Carlos, o Temerário (r. 1467 - 1477)
- Maria de Valois (r. 1477 - 1482)

## Duques de Anjou e da Lorena
Os Valois restauram a independência do Ducado de Anjou em 1360, por doação de João II de França ao seu filho Luis de Valois. O ramo Valois-Anjou adquire bastante importância na política europeia ao se tornarem Reis de Nápoles e Duques da Lorena.
- Duques de Anjou
- Luís I de Valois (r. 1360 – 1384)
- Luís II de Valois (r. 1384 – 1417)
- Luís III de Valois (r. 1417 – 1434)
- Renato I de Anjou, também Duque da Lorena e Rei de Nápoles (r. 1434 – 1480)
- Duques da Lorena de Valois-Anjou:
- João II de Anjou (r. 1453 – 1470), filho de Renato I
- Nicolau I de Anjou (r. 1470 – 1473)
  - Sucedido pelo sobrinho Renato II, um membro da casa de Metz.a
- Ramos da Casa de Valois (legítimos):
- Valois-Anjou;
- Valois-Angolema;
- Valois-Orleães.
- Valois-Borgonha
- França (em Portugal)